# Déneigement
Vous lisez un « bon article » labellisé en 2009.

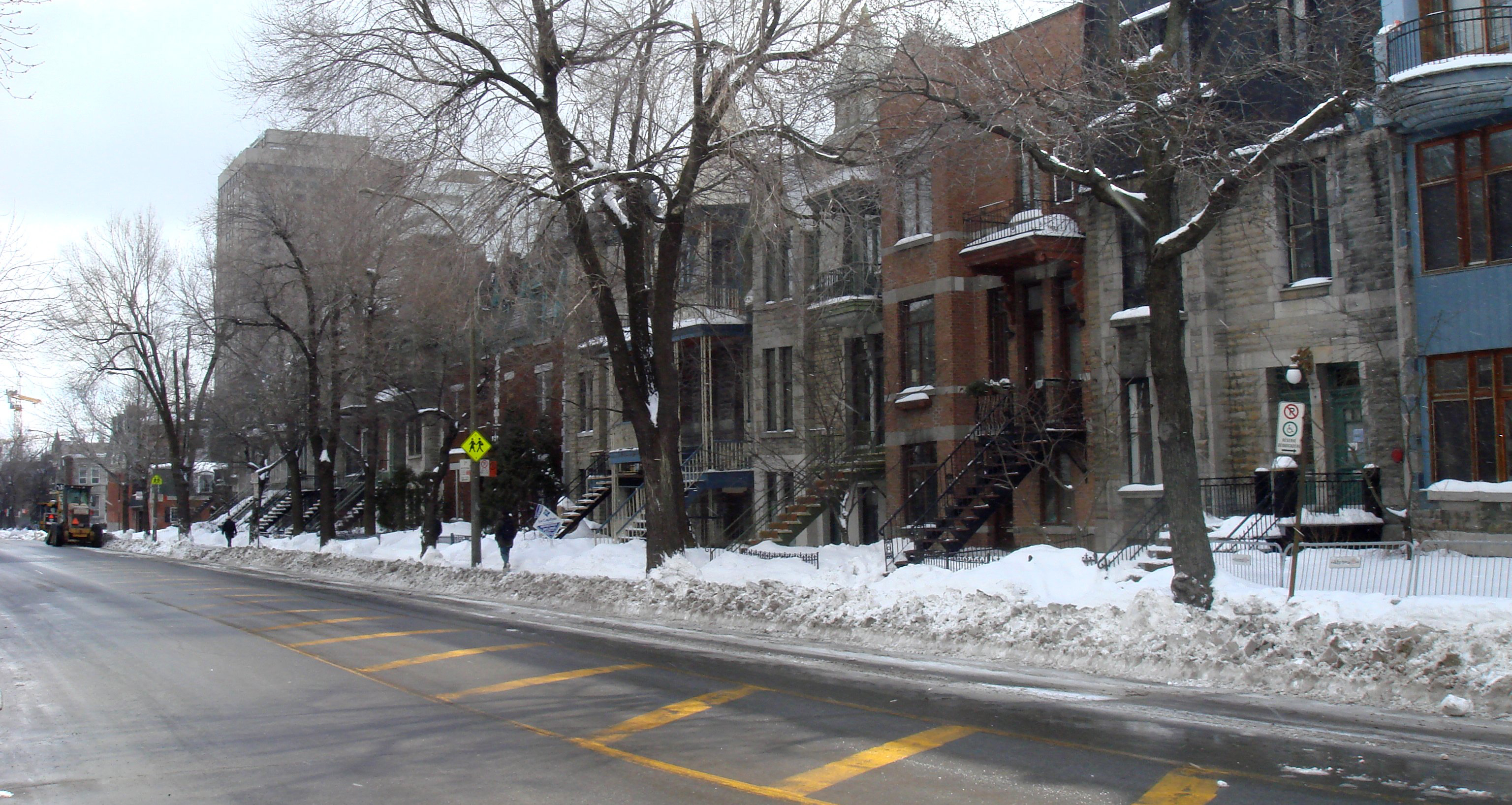
Rue de Montréal déneigée.

Le déneigement est un travail consistant à déblayer la neige. Ce travail implique principalement d'enlever la neige sur et autour des habitations, des voies carrossables et des trottoirs. Le déneigement des routes se fait généralement en repoussant la neige le long de la bordure de la route, en l'emportant ensuite dans des camions et en effectuant finalement le salage des routes.
Le déneigement des rues et des routes se fait à l'aide de véhicules spécialisés par les services publics municipaux, régionaux et nationaux de voirie ; ou par des entreprises privées engagées par les autorités. Les voies et les accès privés sont, quant à eux, laissés au soin des propriétaires qui font le déneigement personnellement ou le donnent à contrat à des firmes spécialisées. Le déneigement s'inscrit ainsi dans le contexte de la viabilité hivernale, pour le maintien des conditions de sécurité et la continuité des activités économiques.

## Histoire
La neige est un obstacle à la circulation routière et piétonnière même en faible quantité. De plus, les fortes accumulations de neige sur certaines structures, comme les toits et les balcons d’édifices, causent des surpoids qui peuvent mener à des bris structurels de ceux-ci. Les ponts et les routes en montagne peuvent être emportés par une avalanche, qui peut être parfois évitée en ne laissant pas la neige s'accumuler. Le déneigement est donc un travail nécessaire pour la santé et la sécurité de la population.
Dans la période antérieure aux grands ensembles urbains dans les régions fortement exposées à l'enneigement, les peuplades nomades ou sédentaires utilisaient en général des sentiers pour se déplacer et des moyens rudimentaires de transport. La notion de dégagement des voies de communications n'existait pas vraiment, et des moyens de transport permettant de « surnager » la neige étaient utilisés, plutôt que de lutter contre celle-ci. Ainsi les raquettes, skis, traîneaux ont été développés pour le transport en hiver depuis plus de quatre mille ans,,
En revanche, le besoin de garder les habitations accessibles, même après une tempête de neige, a poussé les gens des pays où la neige s'accumule en hiver à adopter une architecture et une orientation de leurs abris qui réduit la formation de congères au minimum près de ceux-ci, en tenant compte du fait que la neige est soufflée dans les endroits très venteux et qu'elle retombe dans les zones d'accalmie. Ils ont développé des maisons basses et plates, aux formes plus ou moins effilées et orientées dans le sens du vent dominant, de telle sorte que la neige passe tout autour et aille se déposer à une bonne distance de l'entrée, qui se retrouvait dans la zone sous le vent.
Avec le développement urbain, il devint difficile de laisser la nature évacuer le trop-plein de neige. Les déplacements en montagne étaient également très problématiques. La méthode utilisée, de l'Antiquité jusqu'au XXe siècle à travers le monde, était de repousser le surplus de neige sur le bas-côté de la route et de durcir le fond afin d'obtenir une surface plus unie pour les traîneaux,.

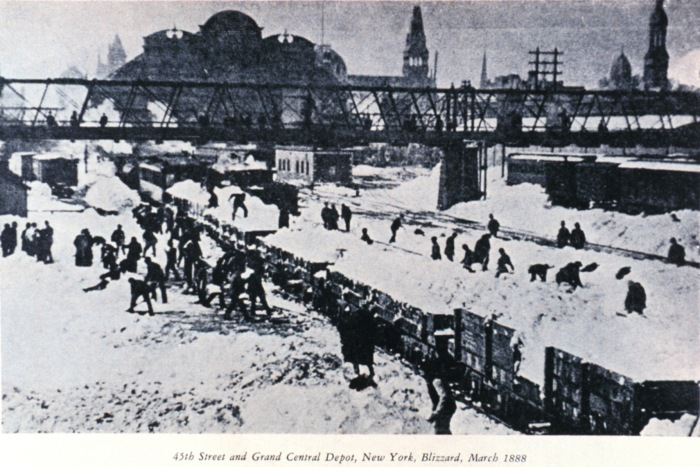
Chargement à la pelle de la neige sur des wagons de chemin de fer lors du blizzard de 1888 à New York.

Les problèmes en Europe affectaient surtout les pays d’Europe du Nord, dont les pays scandinaves et la Russie, et les routes de montagne. Après l'arrivée des premiers colons au Canada et dans le nord des États-Unis, ces nouveaux habitants ont observé des hivers très froids et très longs qui apportaient de la neige en quantité sur tout leur territoire. Dans les Treize Colonies britanniques d'Amérique du Nord, devenues États-Unis, aux XVIIe et XVIIIe siècles, les neiges hivernales étaient considérées comme une manifestation de la Providenc; les habitants ne disposant que de pelles en bois pour déblayer la neige ont appris à l'utiliser en se servant de traîneaux et de luges pour faciliter le transport.
Avec le développement et l'accroissement de la densité de population dans les pays où la neige s'accumule durant une partie de l'année, en particulier après la révolution industrielle, il est devenu nécessaire d'assurer le déblaiement des routes, des rues des villes et du pourtour des bâtiments. Ainsi au Canada au début du XIXe siècle, le déneigement  était effectué à l'aide de pelles et de pioches lors de corvées où toute la population s'entraidait pour déblayer les chemins. La neige était chargée dans des sortes de traîneaux tirés par des chevaux, et ceux-ci la transportaient dans des endroits conçus pour contenir toute cette neige. Ce qui restait sur la route était piétiné. Les habitants ne pouvaient vaquer à leurs occupations quotidiennes tant que le déneigement n'était pas fini, car cette corvée de déneigement était obligatoire. À la fin du XIXe siècle, dans les grandes villes comme Montréal ou New York, ce sont des ouvriers engagés qui réalisaient ce travail, et de la machinerie comme des chasse-neiges tirés par des chevaux commençait à être utilisé,. Avec le développement du transport ferroviaire aux États-Unis, les compagnies ferroviaires s'équipèrent de chasse-neiges. Cependant, leur usage se heurtait parfois à l'opposition des habitants qui préféraient utiliser la voie enneigée comme piste de traîneau.
Au XXe siècle, le développement des véhicules automobiles a entraîné une demande pour un meilleur déneigement dans tous les pays à forte nivolométrie, et la production d'engins lourds pour y répondre s'est rapidement développée. La même évolution s'est produite en Amérique et en Europe,. Des tempêtes de neige importantes ont poussé à la révision des procédés de déneigement afin d'éviter la paralysie des grandes villes industrialisées. Jusqu'alors, les autorités responsables attendaient la fin des précipitations ; maintenant, elles effectuent le déneigement continu des principales artères durant les tempêtes. Un des éléments déclencheurs de ce changement en Amérique fut le Blizzard de 1888 à New York, qui poussa la mairie à diviser la ville en sections de déneigement, à enfouir les câbles électriques et téléphoniques et à développer le métro souterrain. Ces méthodes furent bientôt imitées bientôt imités dans les autres grandes villes américaines. Le blizzard de février 1914 favorisa une nouvelle vague d'innovations dans les techniques de déneigement. Le salage donna lieu à des polémiques à cause de ses effets sur l'environnement.
Les grands centres urbains et les routes ne sont pas les seuls à requérir le déneigement. Dès le milieu du XIXe siècle, les compagnies de chemin de fer ont dû trouver des moyens de dégager les voies ferrées. Des locomotives spécialisées ont été construites, certaines avec un éperon chasse-neige, d'autres avec une turbine pour souffler la neige. À partir des années 1920, le développement de l'aviation a entraîné celui de machines et de techniques spécialisées pour dégager les pistes des aérodromes.
Dans les Alpes françaises, les premiers outils de déneigement utilisés sur les routes fréquentées par les automobiles des touristes désireux d'aller dans les stations de sports d'hiver furent des triangles en bois traînés par des chevaux ; les engins de déneigement se sont ensuite mécanisés et ont eu une évolution constante, avec une adaptation des machines selon les différentes contraintes rencontrées. Il arrive que les contraintes climatiques et de déneigement obligent à fermer certaines routes pendant les mois d'hiver, comme des routes secondaires passant par des cols de montagne peu fréquentés, tels le col du Galibier. Vers le milieu du XXe siècle, des laboratoires d'étude sont créés dans plusieurs pays (comme la Suède, la Suisse et la France) afin de mieux connaître les propriétés de la neige et ses transformation, et d'étudier du matériel de déneigement comme les chasse-neige. Les chasse-neige mécaniques sont alors des engins montés sur roues ou chenilles et possédant le dispositif de déneigement ; il pouvait s'agir dans les premiers temps de camions ou d'autocars de lignes régulières mais le véhicule devient bien vite un engin spécialisé. Les conditions de déneigement nécessitent le développement de différents types d'engins : à soc pour repousser la neige sur les côtés de la voie, ou bien à évacuation (de type pelleteuse, à turbine ou à fraise).

## Déneigement des entrées, rues et routes
Contrairement à la pluie, qui peut être évacuée grâce à un réseau d'égouts collecteurs qui utilise la gravité pour effectuer le travail, la neige nécessite des manipulations recourant à la machine et au travail de nombreuses personnes. Le déneigement peut représenter des coûts considérables.

### Épandage de fondants

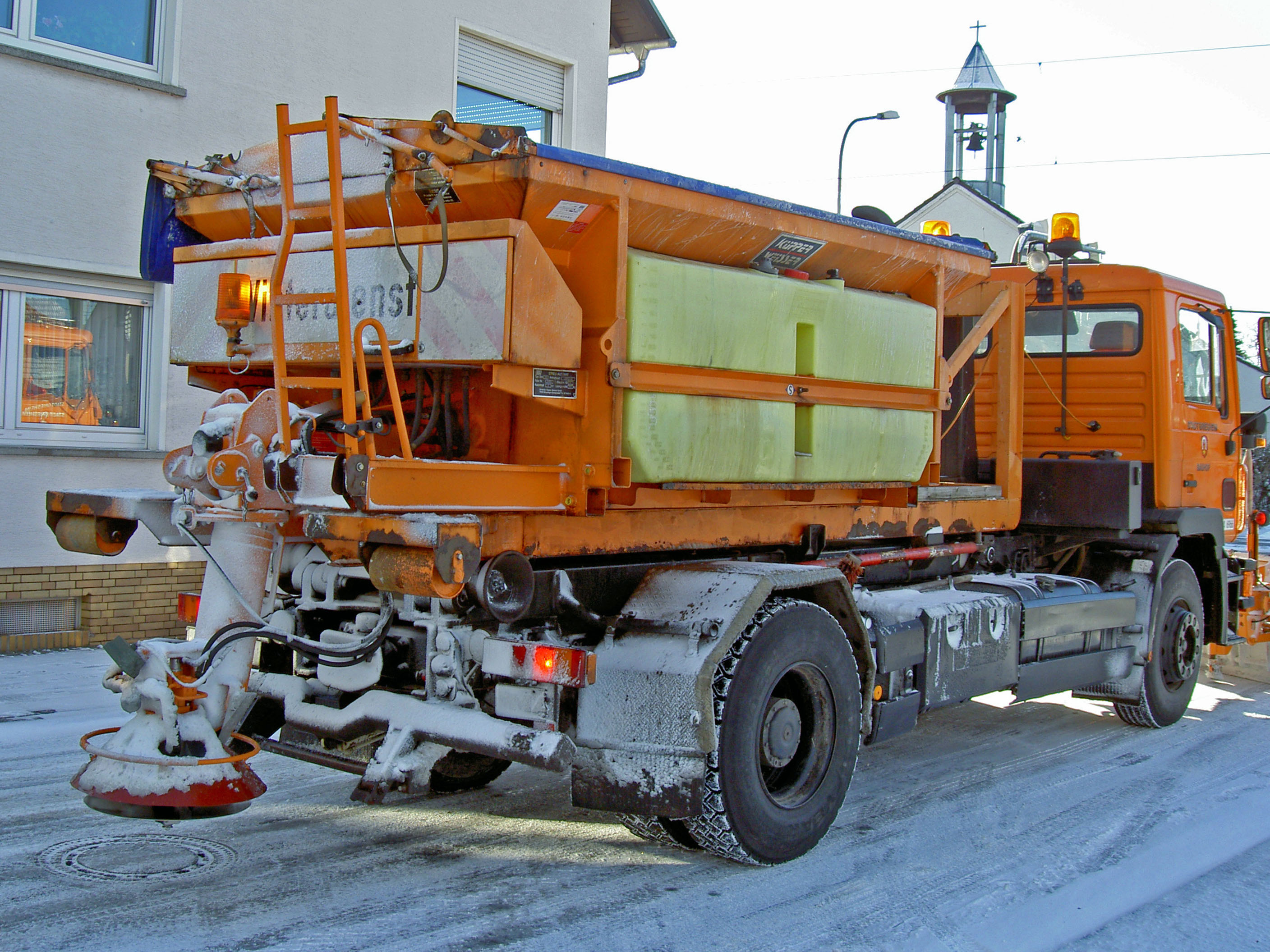
Épandeuse en Europe.

En début de précipitations, si la température est près du point de congélation, l'épandage de sel de déneigement permet de faire fondre l'accumulation, qui est ensuite évacuée par les égouts. Ceci peut être la seule étape de déneigement si la quantité de neige est faible. Cette technique est utilisée après une forte chute de neige, lorsque la plus grande partie a été retirée par des engins lourds et qu'il reste à éliminer le mince couvert restant sur la route.
Le sel (chlorure de sodium) épandu absorbe l'humidité de l'air et de la neige qui l'entoure, dans une réaction chimique endothermique, de sorte que le mélange se refroidit en formant une saumure. Cette dissolution initiale du sel pour former une saumure est d'autant plus rapide que la circulation effectue un brassage plus intense. Le sel a la propriété d'abaisser le point de congélation de l'eau et la neige qui fond ensuite au contact de la saumure reste sous forme liquide. Cependant, la concentration en sel diminue à mesure que de la neige fond, ce qui diminue son efficacité.
À partir de −6 °C, il n'y a généralement pas assez d'humidité dans l'air pour enclencher le processus et les services de déneigement épandent alors une saumure déjà préparée. En laboratoire, le chlorure de sodium (en grande quantité) empêche la formation de glace jusqu'à −20 °C; aux dosages employés sur route, à partir de −10 °C, la réaction chimique cesse de produire la fonte désirée,. Les épandeuses déversent donc un mélange de sel et d'abrasifs (gravillons, sable, scories, déchets de carrière) pour rendre la couche de neige assez rugueuse pour permettre une adhérence suffisante des pneus des automobiles. D'autres fondants permettent de pallier les défauts (prise d'humidité, corrosion) du sel.

### Déblaiement

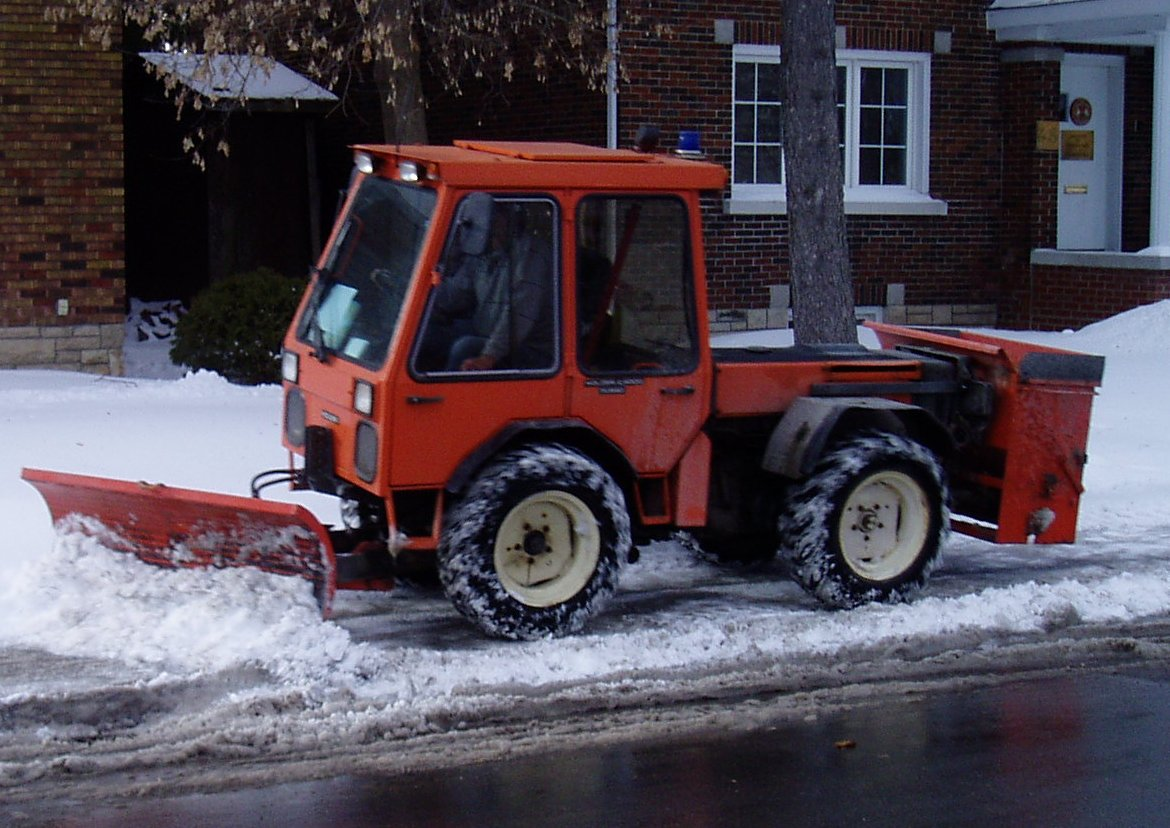
Chenillette pour trottoir, à Ottawa.

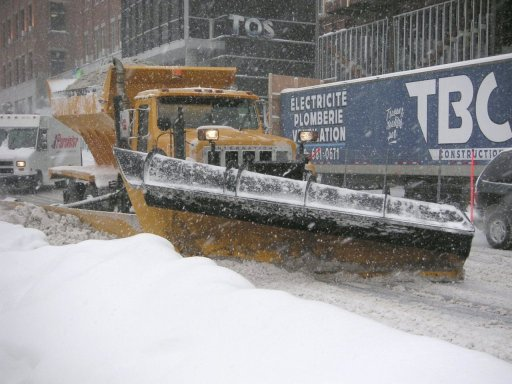
Chasse-neige pour dégager une rue à Québec.

Quand la quantité de neige est suffisamment importante pour que l'épandage de sel ne permette pas de l'éliminer complètement, les déneigeurs recourent au déblaiement. Généralement, le passage à cette étape se fait quand l'accumulation atteint ou dépasse 2 à 3 centimètres (cm), surtout si le taux de précipitations est important.
L'objectif est de garder libres de neige les voies d'accès ou les structures critiques. Un particulier peut utiliser une pelle, une pelle-traîneau ou une souffleuse à neige pour projeter la neige en congères de chaque côté d'une voie privée à déblayer. En revanche, pour libérer les rues et les routes, les services publics utilisent des engins lourds : chasse-neige, chenillettes de trottoirs, niveleuses, tracteurs-chargeurs pour former des andains ou banquettes de neige.
Un particulier attend généralement la fin des précipitations pour commencer à déblayer un accès privé, mais les services publics préfèrent déblayer plusieurs fois les artères principales afin de maintenir la circulation automobile et piétonne fluide.
Les routes de montagne qui sont fermées en hiver, tels le col du Galibier (Alpes françaises) connaissent généralement un déblaiement unique, qui peut durer plusieurs jours en raison des quantités de neige à déplacer, afin de rouvrir la route une fois l'hiver terminé et les probabilités de chutes de neige importantes écartées ; il a donc lieu au printemps,,. Il arrive également que les services de déneigement doivent déblayer des avalanches de neige ayant recouvert une section de route.

### Chargement

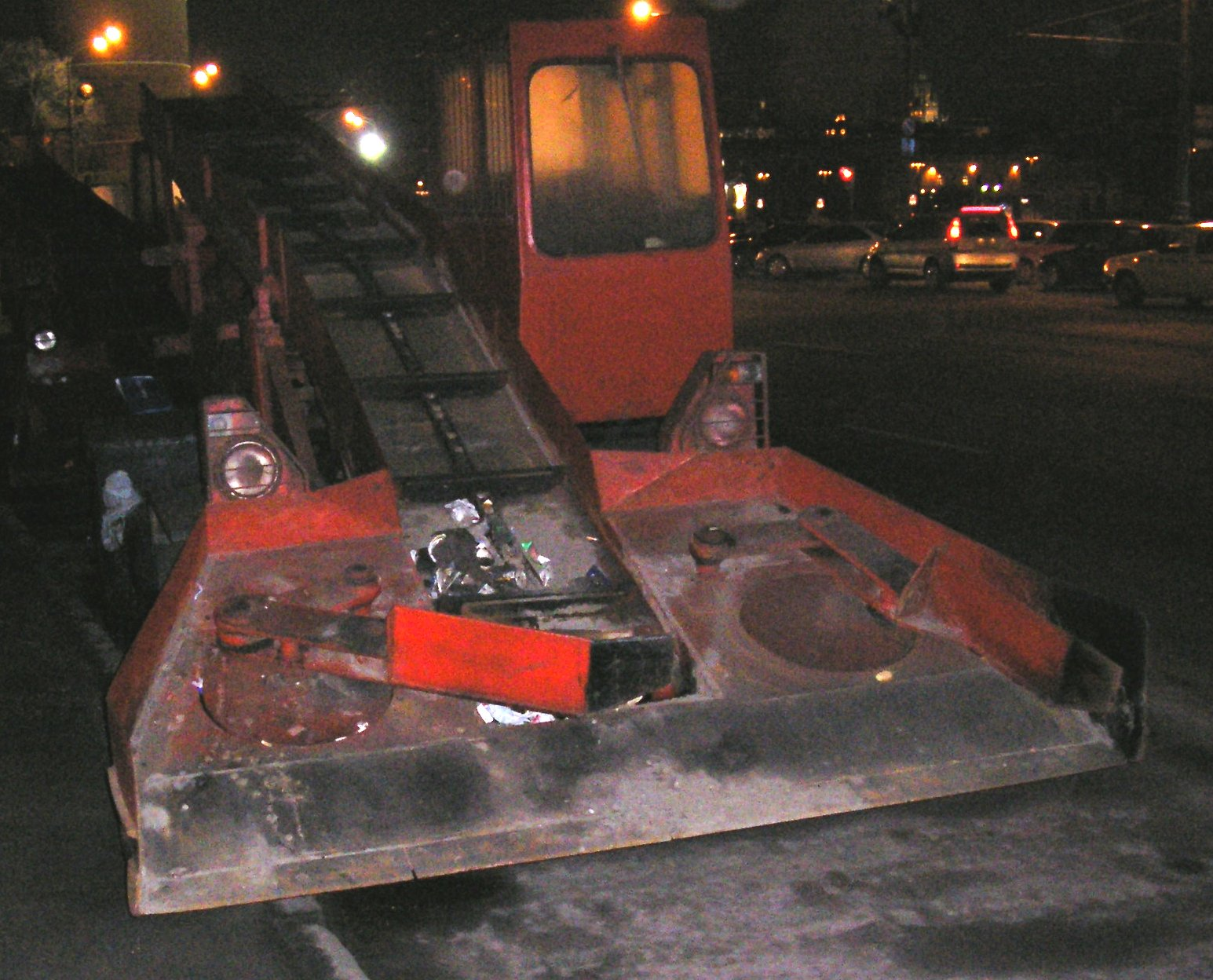
Déneigeuse-avaleuse à Moscou : les deux bras articulés ramènent la neige sur le tapis roulant qui la rejette dans un camion benne

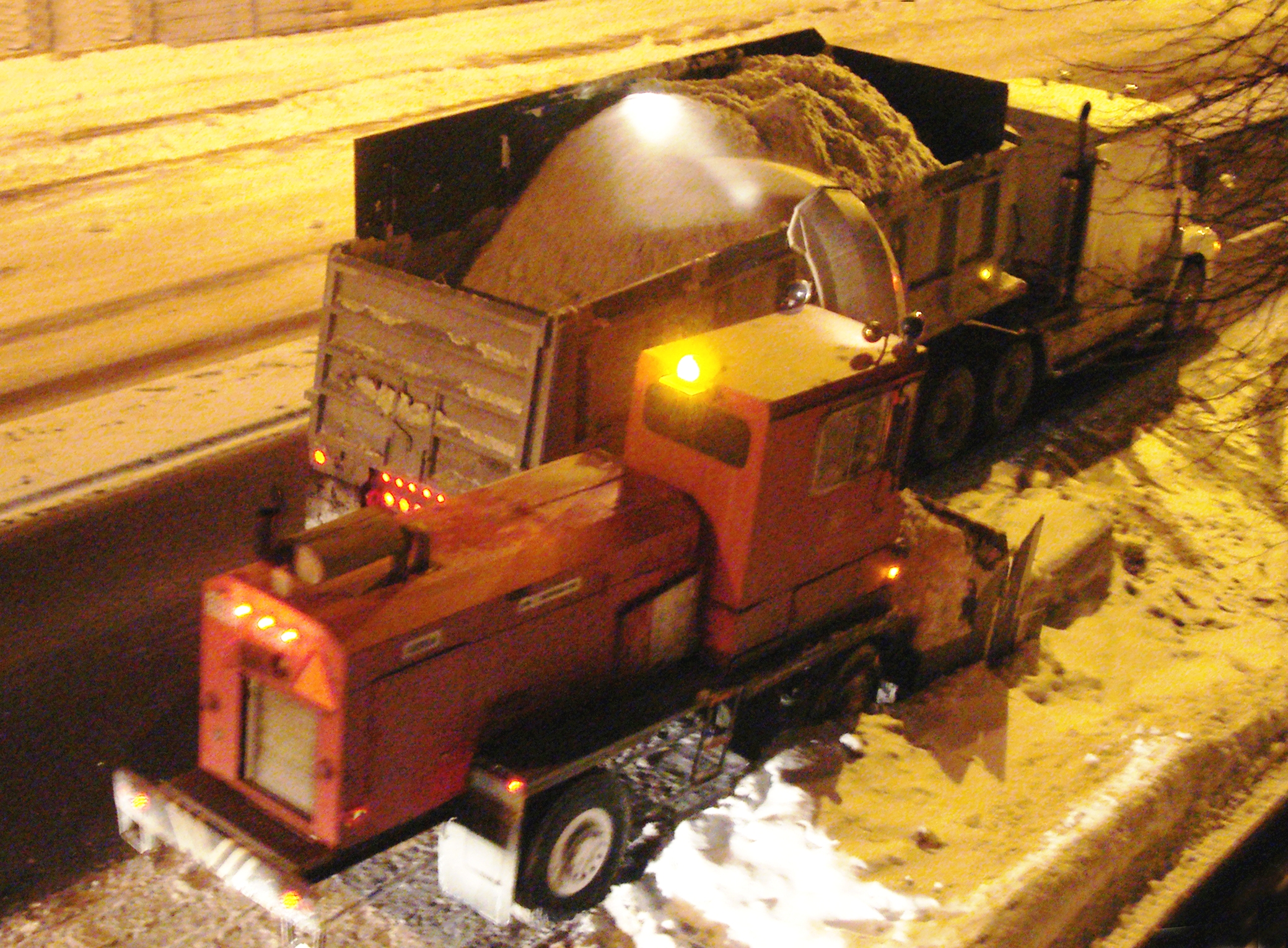
Chargement de la neige dans un camion par une souffleuse à neige au Québec.

Une fois que les précipitations ont pris fin et que le déblaiement est effectué, les déneigeurs procèdent au chargement des andains pour dégager complètement les voies de circulation. Cette étape est courante dans les villes où l'espace est limité pour l'entassement sur place de la neige. Il est cependant moins commun dans les banlieues ou en zone rurale.
À cette étape, des souffleuses entassent la neige dans des camions de transport en vrac. L'opération se fait selon un plan déterminé à l'avance pour dégager les rues ou routes principales en premier. Cette étape peut prendre plusieurs jours selon la quantité de neige tombée et le personnel mis en œuvre.

### Élimination
Les camions sont dirigés ensuite vers des dépôts à neige où ils déversent leur cargaison. Ces dépôts peuvent être de vastes terrains où les immenses quantités de neige ramassées attendent le printemps pour fondre, ou être munis de systèmes thermiques pour fondre la neige et la rejeter dans les égouts. Dans les deux cas, la fonte de la neige est source de pollution, car elle est formée d'un mélange d'eau, de sel, de métaux lourds, de détritus, etc. Une pratique respectueuse de l'environnement conduit à rediriger les eaux résiduelles vers une usine de filtration pour y être traitées, mais ce type d'installation n'est pas disponible partout.

## Déneigement des toits et autres structures

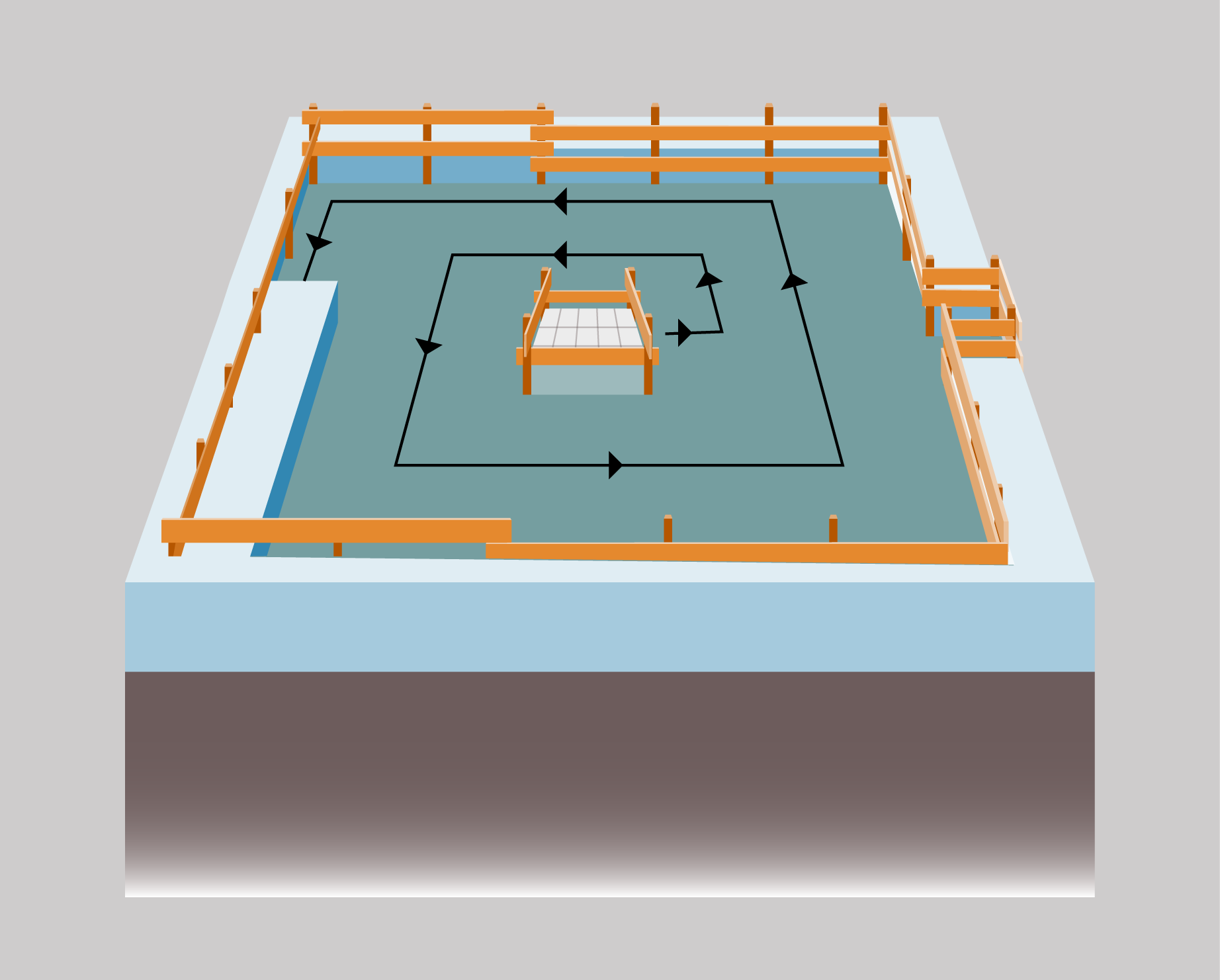
Technique de déneigement d'un toit

La neige s'accumule facilement sur les toits et autres structures à faible pente. Afin de ne pas imposer une surcharge qui pourrait les faire s'effondrer, ils sont généralement déneigés quand la quantité de neige atteint une épaisseur fixée. Ce travail s'opère généralement manuellement, avec des pelles et des pelles-traîneaux par le propriétaire des lieux ou des ouvriers engagés.
Pour les toits, les services de déneigement protègent leurs employés contre les chutes en plaçant des garde-corps autour du toit, ou en les équipant de protections individuelles comme un harnais de sécurité fixé à un point d'ancrage dont la résistance est appropriée. Un sentier est ouvert dans la neige du centre vers l'un des versants du toit. Ce sentier sert de point de chute de la neige vers le sol. Le déneigement se fait ensuite en suivant une spirale du centre du toit vers l'extérieur. L'installation de barrières autour de ce point de chute évite qu'un passant reçoive la neige sur la tête.
Dans le cas des toits souples, comme les abris temporaires pour automobiles, le déneigeur utilise un râteau depuis les côtés extérieurs. Il ne pousse pas sur la toile depuis l'intérieur de l'abri car celle-ci pourrait s'effondrer sur la personne assurant le déneigement.

## Coûts et bénéfices

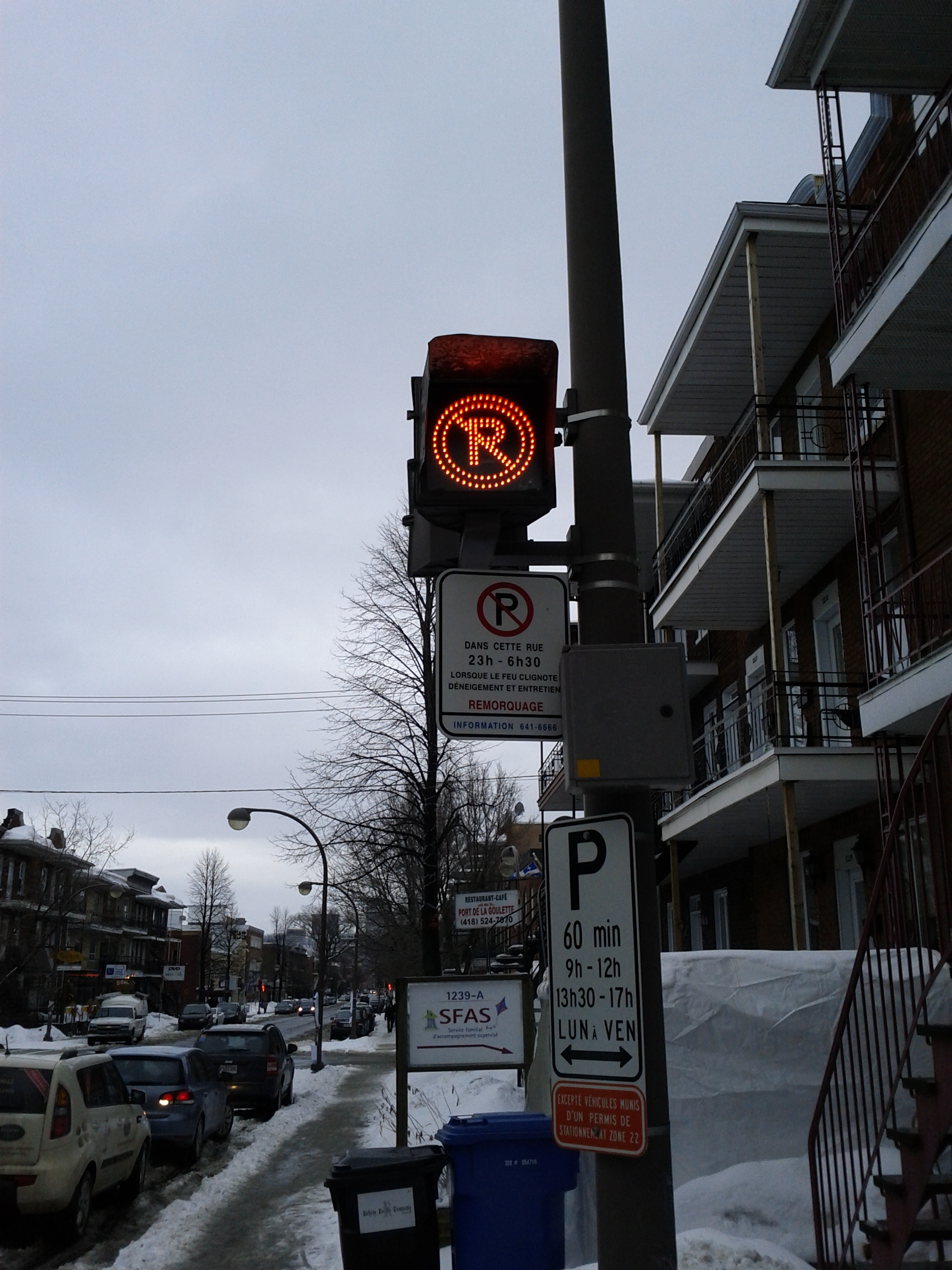
Des feux clignotants sont activés afin d'avertir les automobilistes des interdictions de stationnement pendant le déneigement des rues à Québec.

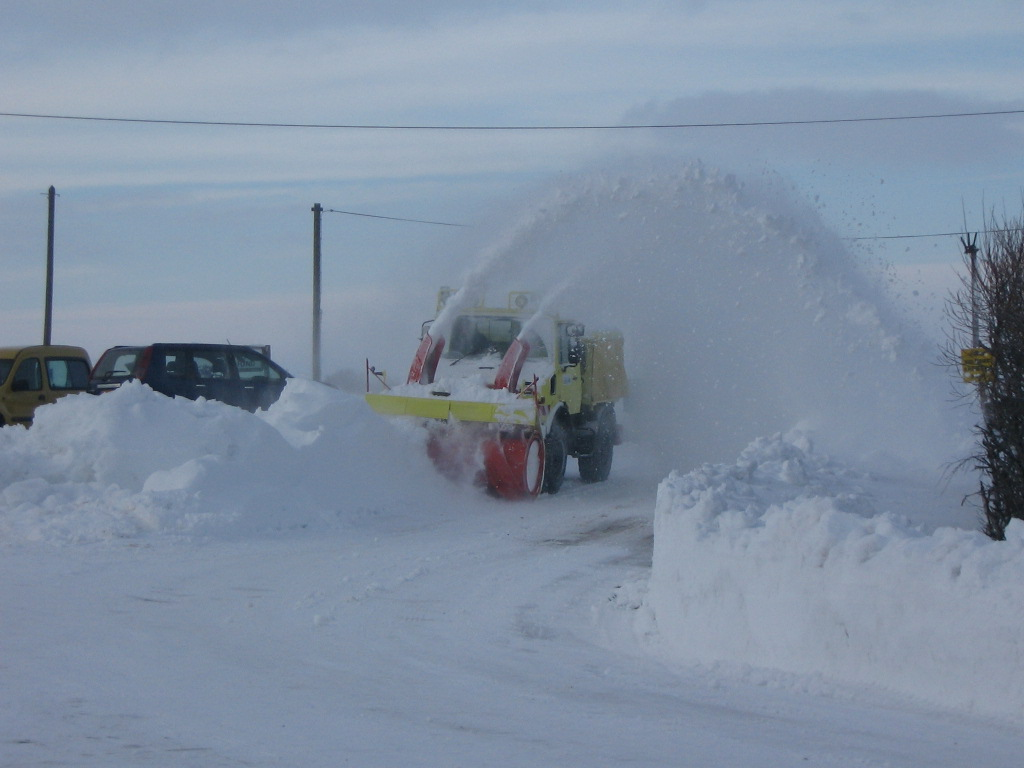
Souffleuse à neige en fonctionnement au col de Bonnecombe (Aubrac, Massif central, France)

Le déneigement résidentiel et public entraine des coûts importants, mais apporte également des bénéfices. Au Canada, les coûts directs dépassaient un milliard de dollars canadiens pour l'année 2009, sans compter les coûts indirects de consommation accrue d'essence et de retard dans les transports. En 2008, le budget de déneigement pour la ville de Montréal était de 127 millions de dollars sur un budget municipal de 4,07 milliards, soit un peu plus de 3 %,. Cependant, des villes comme Montréal, Québec ou Moscou, qui reçoivent entre 200 et 400 cm de neige durant un hiver moyen, seraient complètement paralysées sans le déneigement, et les pertes économiques dépasseraient largement ces dépenses. Certains cols de montagnes, importants pour l'économie, seraient fermés sans le déneigement, ce qui empêcherait le transport entre des pays comme la Suisse et l’Italie, ou à travers des régions entières de plusieurs autres pays.
Le déneigement est également une source de travail saisonnier important. Ce sont souvent les mêmes entrepreneurs qui s'occupent de l'entretien des pelouses en été et qui assurent le déneigement des propriétés privées en hiver. De même, les camionneurs qui sont engagés en période estivale pour transporter de la terre et des cailloux pour les travaux routiers, transportent la neige en hiver. Les villes et autres organismes publics, qui ont de vastes zones à entretenir, engagent du personnel permanent de voirie pour générer et effectuer une partie des travaux, tout en offrant des contrats à des entreprises privées pour le reste.
Le coût du déneigement dépasse parfois les bénéfices. Si des stations de sports d'hiver comme celles des Alpes sont assez importantes pour garder les routes d'accès déblayées en hiver, d'autres routes de montagne ne sont déneigées qu'une fois le printemps venu. Par exemple, dans le col de Logan au Montana (États-Unis), d'énormes quantités de neige s'accumulent en hiver le long de la route Going-to-the-Sun, dans ce qui est nommé le Big Drift. Cette route n'est déneigée que pour l'accès des touristes estivaux au Parc national de Glacier. Il arrive également que, dans des régions au relief moins accidenté et recevant des chutes de neige de moindre ampleur, certaines autorités chargées du déneigement choisissent de faire des économies sur celui-ci en ne déneigeant pas une partie de ses routes secondaires, comme le département du Haut-Rhin en France pour l'hiver 2016-2017,.
Finalement, l'incidence environnementale peut être prononcée. Par exemple en France, jusqu'à un million de tonnes de sel peuvent être utilisées en un hiver. Les gaz à effets de serre rejetés par la machinerie utilisée et la pollution causée par les déchets que l'on retrouve dans les dépôts à neige sont aussi des sources d'impacts environnementaux et financiers.
Le coût du déglaçage pour les particuliers après le déneigement peut être réduit avec l'utilisation d'un épandeur manuel ou tracté qui permet une répartition homogène du sel sur les sols, ce qui permet d'éviter les paquets de sels au sol.

## Dangers
Le déneigement comporte certains risques que le déneigeur évalue avant de débuter. Ces risques sont liés aux conditions climatiques, à la quantité de neige, au lieu de travail (lieu, dimensions, pente, accessibilité, solidité et adhérence) et à la condition physique de la personne chargée du déneigement.

### Déneigement manuel

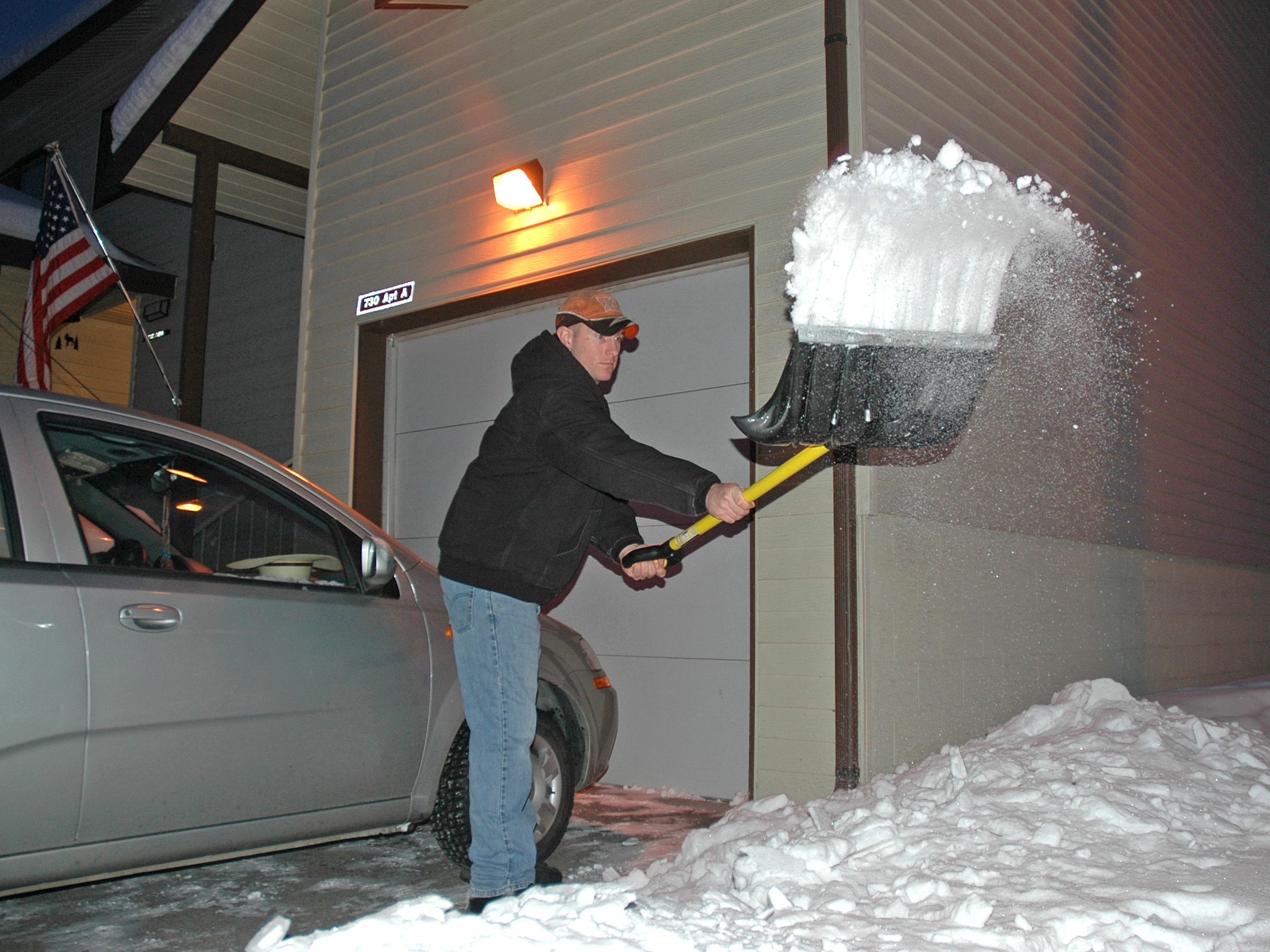
Déneigement manuel.

Le déneigement manuel est une activité qui demande beaucoup d'énergie, car il s'agit de pousser ou soulever de grandes quantités de neige, ce qui demande beaucoup au système cardio-vasculaire. Soulever 5 kg de neige dans une pelle, une charge moyenne, toutes les 5 secondes, déplace ainsi plus que 60 kg de neige en 1 minute. Pendant 15 minutes, cela représente près de 1 000 kg de neige. Quand il est fait à la pelle, la position de travail nécessite également de se pencher, ce qui peut provoquer des maux de dos et de bras.
Cet exercice vigoureux et une température froide causent tous deux une élévation de la tension artérielle et une accélération du rythme cardiaque. Ils peuvent provoquer une hausse de fibrinogène, une protéine qui intervient dans la coagulation du sang, et les vaisseaux sanguins eux-mêmes changent de forme. Des études réalisées sur des victimes d’infarctus qui pelletaient de la neige ou pratiquaient d’autres formes d’activité physique vigoureuse par température froide ont révélé une rupture de la plaque à l'intérieur des vaisseaux sanguins. Des morceaux se sont alors déplacés vers le cœur, créant un caillot capable d’aller obstruer une artère coronaire,. Chaque année, des gens âgés, obèses, en mauvaise forme physique ou trop pressés subissent donc des malaises divers qui peuvent aller jusqu'à la mort.
Un bon rythme de travail pour le déneigement tient donc compte de la condition physique, des conditions climatiques et d'une période de réchauffement préalable. Le déneigeur se couvre de plusieurs couches de vêtements chauds et légers qui n'entravent pas ses mouvements et permettent à la transpiration de s'échapper. Il se chausse de bottes hydrofuges à tige haute devant assurer une bonne adhérence. Il couvre sa tête et ses oreilles sans obstruer sa vision et se munit de gants chauds. Si la température tombe sous la barre des −40 °C sans vent, ou celle des −25 °C s'il vente, la perte de chaleur du corps est trop grande pour effectuer un tel travail.

### Déneigement mécanique

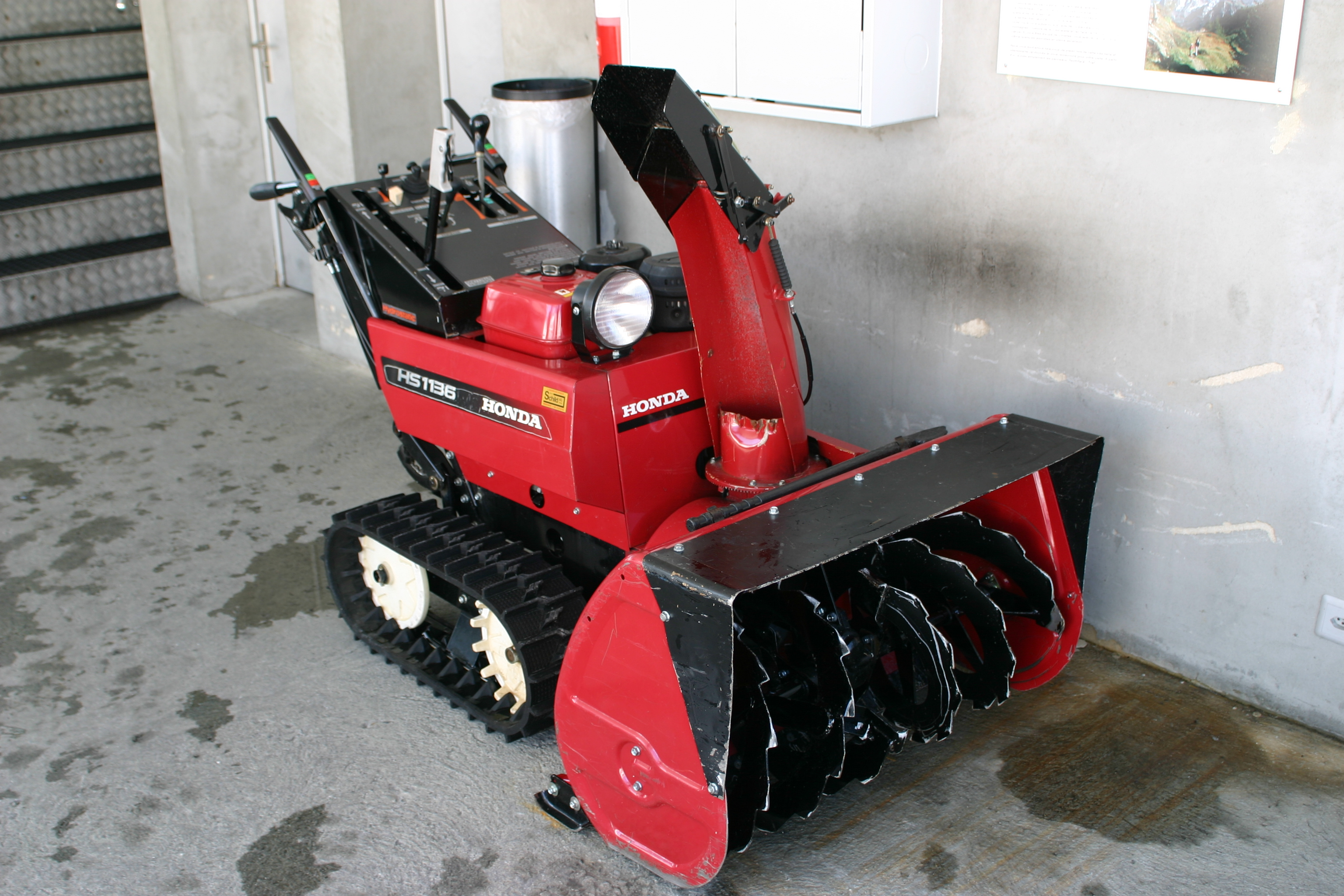
Souffleuse à neige pour trottoirs ou petites surfaces.

Pour un particulier, une autre solution au déneigement manuel est l'utilisation d'une petite souffleuse à neige. Ces engins permettent de limiter l'effort physique, mais comportent leurs propres dangers : lames coupantes, formation de congères qui peuvent être instables, projection d'objets cachés dans la neige, etc.
Le déneigement à grande échelle sur les voies publiques met en jeu un très grand nombre de véhicules et de personnes. De plus, il est effectué dans des endroits où peuvent se retrouver des véhicules abandonnés dans la tempête, alors que passent des piétons, et dans des conditions de visibilité parfois très mauvaises. Chaque année des accidents se produisent, malgré les précautions prises,.
Un inconvénient majeur du déneigement mécanique pour la santé est le bruit important qu'il génère  autant pour les riverains en ville souvent réveillés car les opérations de déneigement ont lieu en général la nuit et durent fort longtemps dans un quartier donné, que pour les conducteurs d'engin. Ce problème reste en 2021 pas ou peu pris en compte: effectivement, dans les caractéristiques des déneigeuses vendues aux particuliers, par exemple, on ne trouve quasiment jamais l'émission de bruit en dBA, bien qu'il soit facilement supérieur à 85 à 90 dBA. De rares initiatives contre le bruit menées directement sur les engins de déneigement peuvent être relevées en 2021, comme l'initiative à Ottawa de changer les avertisseurs de recul standard des engins qui font l'objet de nombreuses plaintes par des avertisseurs de recul moins gênants mieux adaptés aux chasse-neiges. D'autres solutions évitant carrément le déneigement sont très anciennes, comme les galeries  couvertes qui existaient déjà dans les quartiers anciens des villes, en particulier en tant que galeries marchandes, et aussi les ponts couverts comme celui de Neubrügg.

## Techniques innovantes pour le déneigement
L’Association mondiale de la route organise annuellement un Congrès international de la viabilité hivernale dont les dernières communications mettent en avant les techniques suivantes : épandage de sel commandé par GPS, chasse-neige écologique, routes chauffantes (notamment système de l’Interseasonal Heat Transfer), nouveaux fondants (saumure de pomme, sucre), capteurs à spectroscopie laser mesurant le sel résiduel.